# Тингбьерг

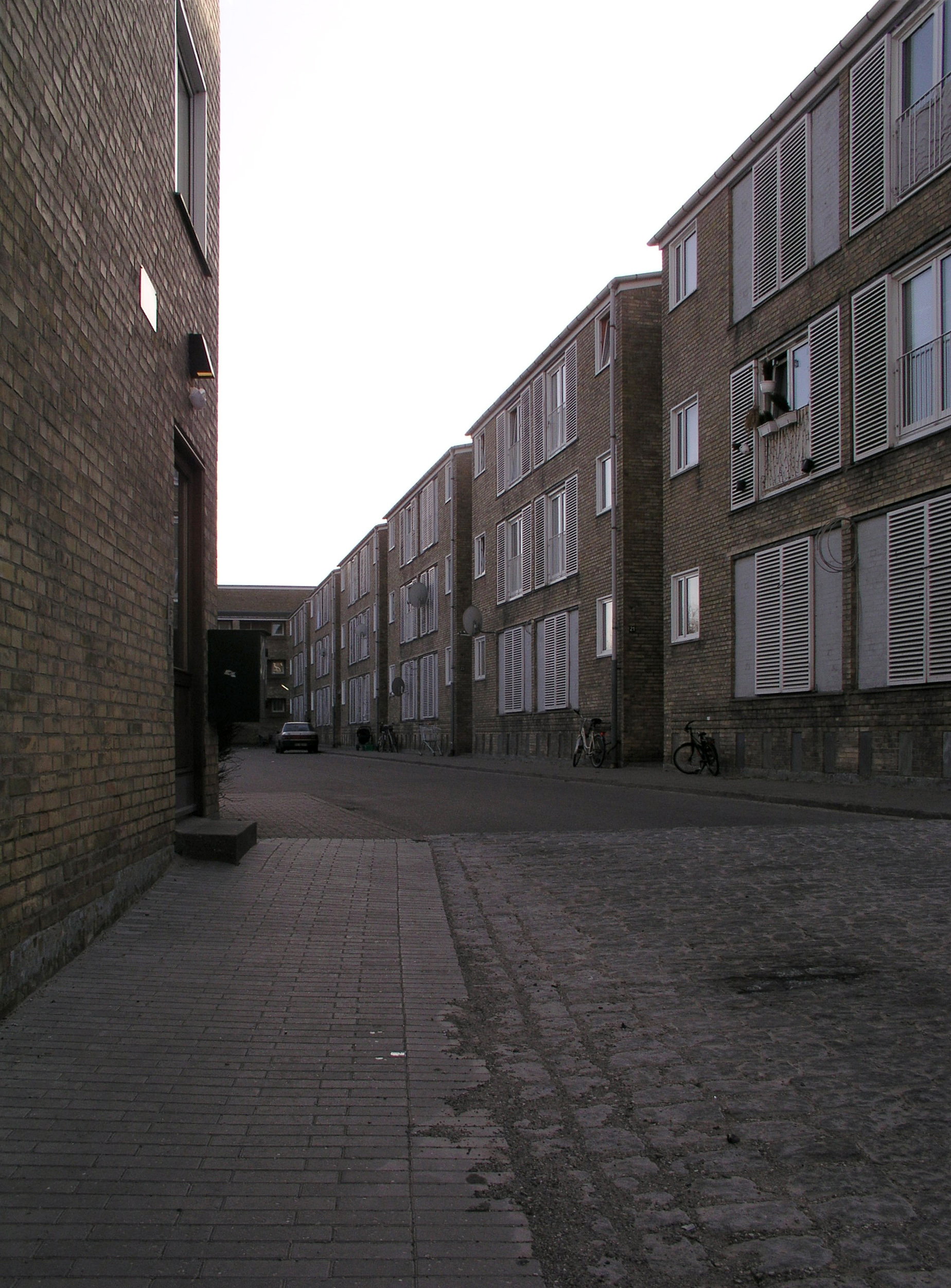
Улица в Тингбьерге

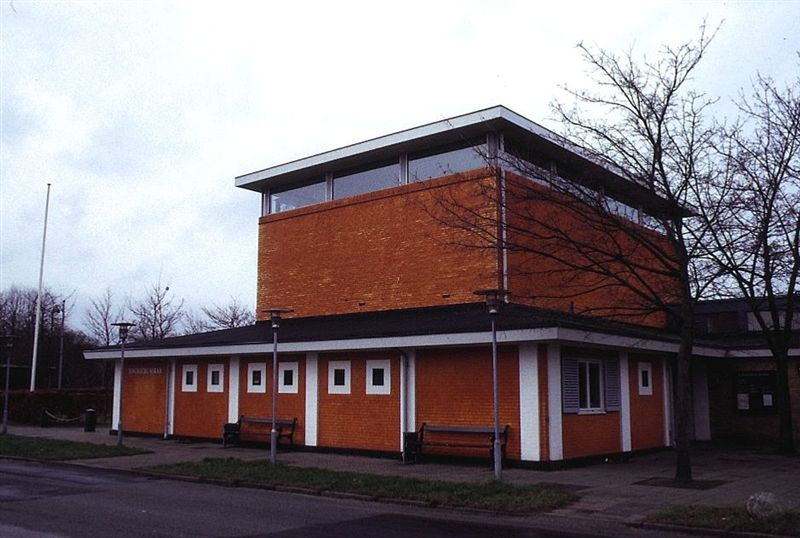
Тингбьергская церковь

Тингбьерг (дат. Tingbjerg) — микрорайон, расположенный в 6 км к северо-западу от центра Копенгагена. Квартал представляет большой социальный проект состоящий из малоэтажных жилых блоков, возведённых с 1950 по 1972 год. Архитектор проекта — Стин Эйлер Расмуссен, профессор Датской королевской академии изящных искусств. Население микрорайона смешанное. По данным за 2002 год: из 6566 жителей, 42 % являются этническими датчанами, 37 % иммигрантами, а ещё 21 % иммигрантами во втором поколении. В 1970-е годы население района составляло 10 000 человек. Многие этнические датчане покинули данное место проживания.

## Насилие и исламизация
С течением многих лет Тингбьерг превратился в мусульманский анклав, в котором не-мусульмане всё чаще подвергаются преследованиям и нападениям. Среди последних жертв пастор церкви Тингбьерга — Ульрих Вогель (открытый гей). После нескольких лет преследования со стороны мусульманской молодёжи он был вынужден оставить свой пост и покинуть окрестности, что вызвало широкое обсуждение и дебаты во всей Дании, а именно неуклонной исламизации городских районов по всей Западной Европе.
В октябре 2011 г. группа мусульман-салафитов объявила о введении законов Шариата в Тингбьерге.